# Willibald Pahr

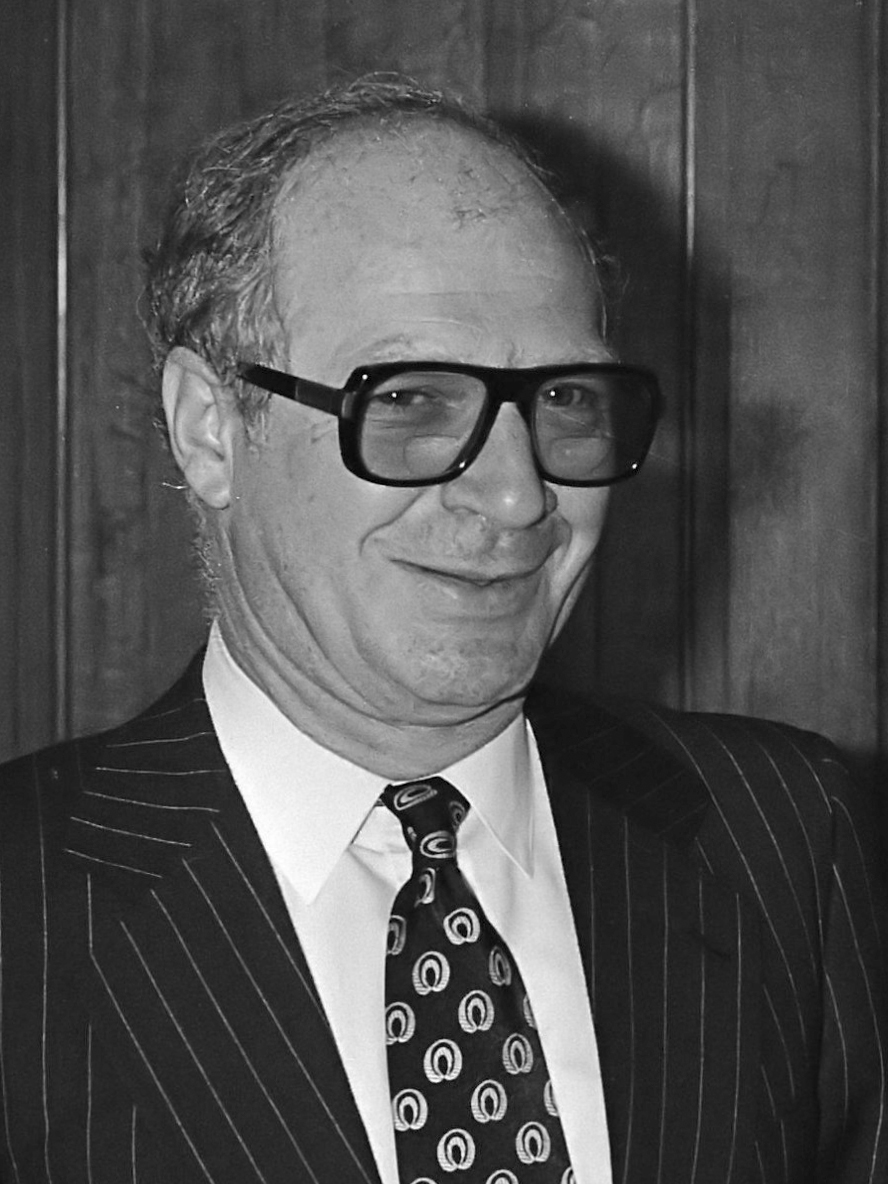
Willibald Pahr (1980)

Willibald Pahr (* 5. Juni 1930 in Wien) ist ein österreichischer Politiker, Diplomat und Jurist. Er war als Nachfolger von Erich Bielka-Karltreu und Vorgänger von Erwin Lanc der achte Außenminister der Zweiten Republik.

## Leben
Willibald Pahr studierte an der Universität Wien Rechtswissenschaften (Dr. jur.) und ist Absolvent des Europacollege in Brügge. 1952 bis 1954 war er Assistent am Institut für Völkerrecht und Internationale Beziehungen der Universität Wien. Anschließend war er von 1955 bis 1976 Mitglied des Verfassungsdienstes des Bundeskanzleramtes, ab 1968 als Leiter deren internationalen Abteilung und ab 1973 als Leiter des Verfassungsdienstes.
1976 wurde er zum Bundesminister für Auswärtige Angelegenheiten berufen. Dieses Amt übte er als vierter Parteiloser in Folge bis 1983 aus, bevor er 1983 bis 1985 als österreichischer Botschafter in der Bundesrepublik Deutschland wirkte (vom Bundeskanzleramt dazu dienstzugeteilt). Pahr war danach von 1985 bis 1989 Generalsekretär der Welttourismusorganisation der Vereinten Nationen, bevor er 1990 zur besonderen Verwendung des Bundeskanzlers abgestellt wurde. Später wirkte er von 1991 bis April 1995 als Sonderbeauftragter für Flüchtlings- und Wanderungsfragen im Bundesministerium für Inneres. Pahr ging im April 1995 in Ruhestand.
Außerdem war Willibald Pahr unter anderem Präsident des Expertenkomitees für Menschenrechte des Europarates, Präsident der Internationalen Kambodschakonferenz, Vorsitzender des Beirates des International Center for Migration Policy Development, Vizepräsident des Internationalen Instituts für Menschenrechte (Institut René Cassin), Mitglied des Gouverneurs- und des Exekutivsrates der Europäischen Kulturstiftung, von der Generalversammlung der Vereinten Nationen gewähltes Mitglied des Internationalen Komitees zur Beseitigung aller Formen rassischer Diskriminierung, Mitglieder der Unabhängigen Kommission für Internationale Humanitäre Angelegenheiten, Präsident der Europabewegung Österreichs und Vizepräsident der Europäischen Föderalistischen Bewegung Österreichs.
Willibald Pahr ist derzeit noch Präsident des Verbandes Österreich-Nordische Länder und Ehrenpräsident der Österreichischen Gesellschaft für Außenpolitik und die Vereinten Nationen.